# Fichteturm
Der Fichteturm ist ein Aussichtsturm in Dresden-Plauen. Der 30 Meter hohe, zinnenbekrönte Rundturm auf kubischem Sockel wurde 1896 ursprünglich als Bismarckturm erbaut. Er ist der älteste Bismarckturm in Sachsen und befindet sich im Fichtepark in der Nähe der Straßenbahnhaltestelle Kotteweg.
Vom Fichteturm hat man einen schönen Blick auf Dresden; bei guter Sicht kann man bis in die Sächsische Schweiz sehen. Die Aussichtsplattform befindet sich in einer Höhe von 27 Metern und ist über eine Wendeltreppe aus Granit mit 153 Stufen zu erreichen. Der Turm ist üblicherweise von Donnerstag bis Sonntag jeweils von 10–18 Uhr geöffnet, jedoch in den Monaten Januar und Februar für Wartungsarbeiten geschlossen.

## Geschichte
Für den Bau des Turmes wurde ein Wettbewerb ausgeschrieben. Der Entwurf des Gewinners, Baumeister Blauert, konnte jedoch nicht umgesetzt werden, da die zu erwartenden Baukosten zu hoch waren. Nach erneuter Ausschreibung und Bewertung entschloss man sich für den preisgünstigeren Entwurf der Baumeister Ferdinand, William und Albert Fichtner.

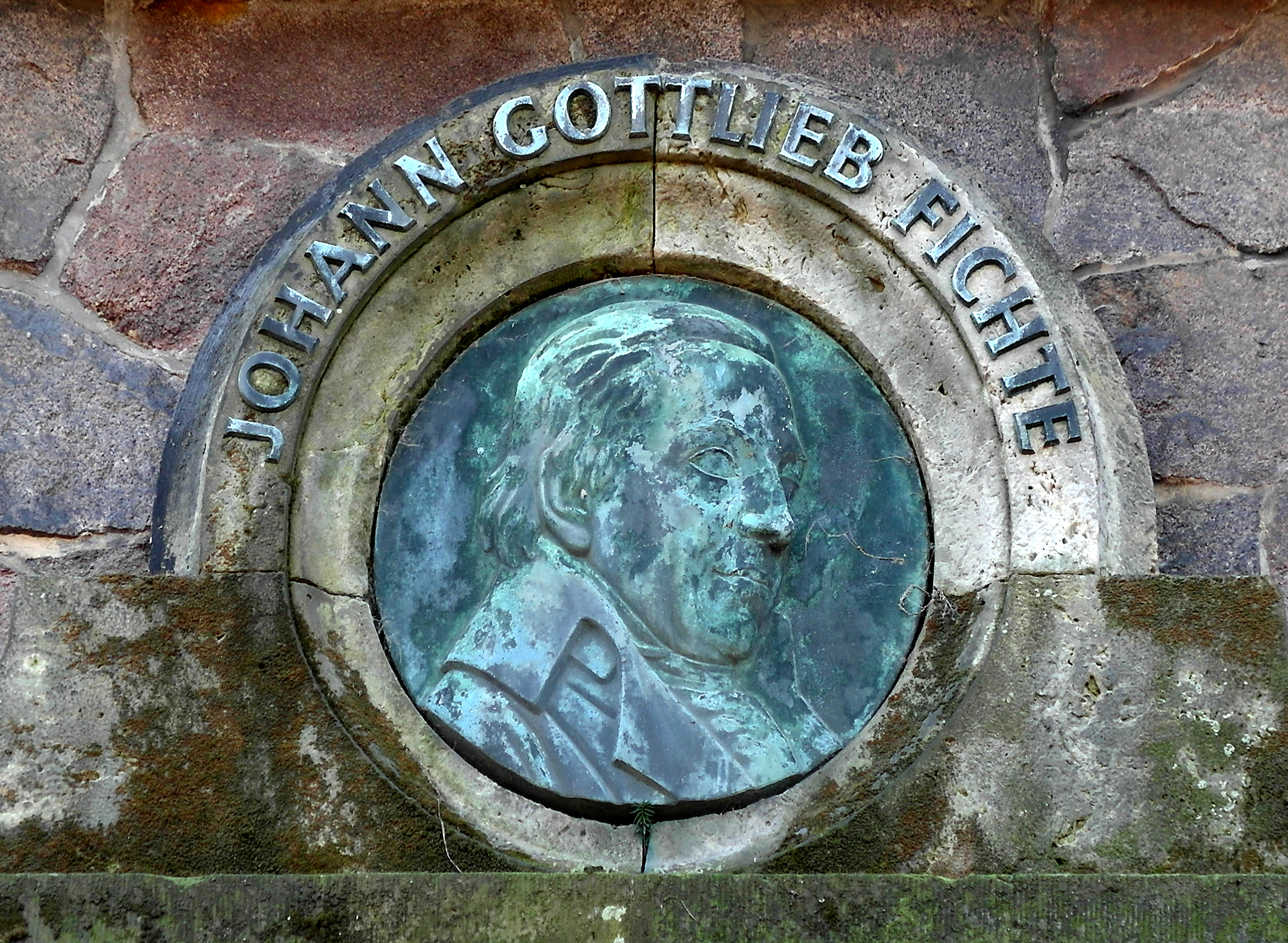
Johann Gottlieb Fichte

Die Grundsteinlegung erfolgte am 1. April 1896 im damaligen Westendpark. Fünf Monate später, am 2. September 1896 (dem Sedantag), wurde der Turm eingeweiht. Die Baukosten betrugen 25.000 Mark. Das Baumaterial ist Sandstein und Syenodiorit aus Dresden-Plauen.
Im Jahr 1937 wurde der umliegende Westendpark anlässlich des 175. Geburtstages des sächsischen Philosophen Johann Gottlieb Fichte in Johann-Gottlieb-Fichte-Park umbenannt, jedoch immer nur vereinfacht als Fichtepark bezeichnet. Im Zweiten Weltkrieg wurde der Turm als Beobachtungsposten mit Flakstellung genutzt. Im Jahr 1954 wurde er in Fichteturm umbenannt und erhielt 1962 anlässlich des 200. Geburtstages Johann Gottlieb Fichtes eine Gedenktafel und ein Medaillon des Philosophen. Zwischen 1992 und 1998 erfolgte eine Sanierung. In den 1990er-Jahren wurde der Fichtepark nach den Entwürfen von Carl Hampel gestaltet. Im Frühjahr 2008 wurde der Fichteturm erneut saniert.